# Garsa de Hainan
La garsa de Hainan (Urocissa whiteheadi) és un ocell de la família dels tirànids (Tyrannidae).

## Hàbitat i distribució
Habita els boscos de les muntanyes del Sud-est Asiàtic, al sud i sud-est de la Xina, Hainan, nord i centre de Laos i nord i centre del Vietnam.

## Taxonomia
S'han descrit dues subespècies:
- U. w. whiteheadi Ogilvie-Grant, 1899, endèmica de Hainan.
- U. w. xanthomelana (Delacour, 1927), del sud-est asiàtic i sud de la Xina.

Alguns autors però, les consideren espècies de ple dret:
- garsa de Hainan (Urocissa whiteheadi, sensu stricto).
- garsa alablanca (Urocissa xanthomela).